# فلوريان فروملوفيتز

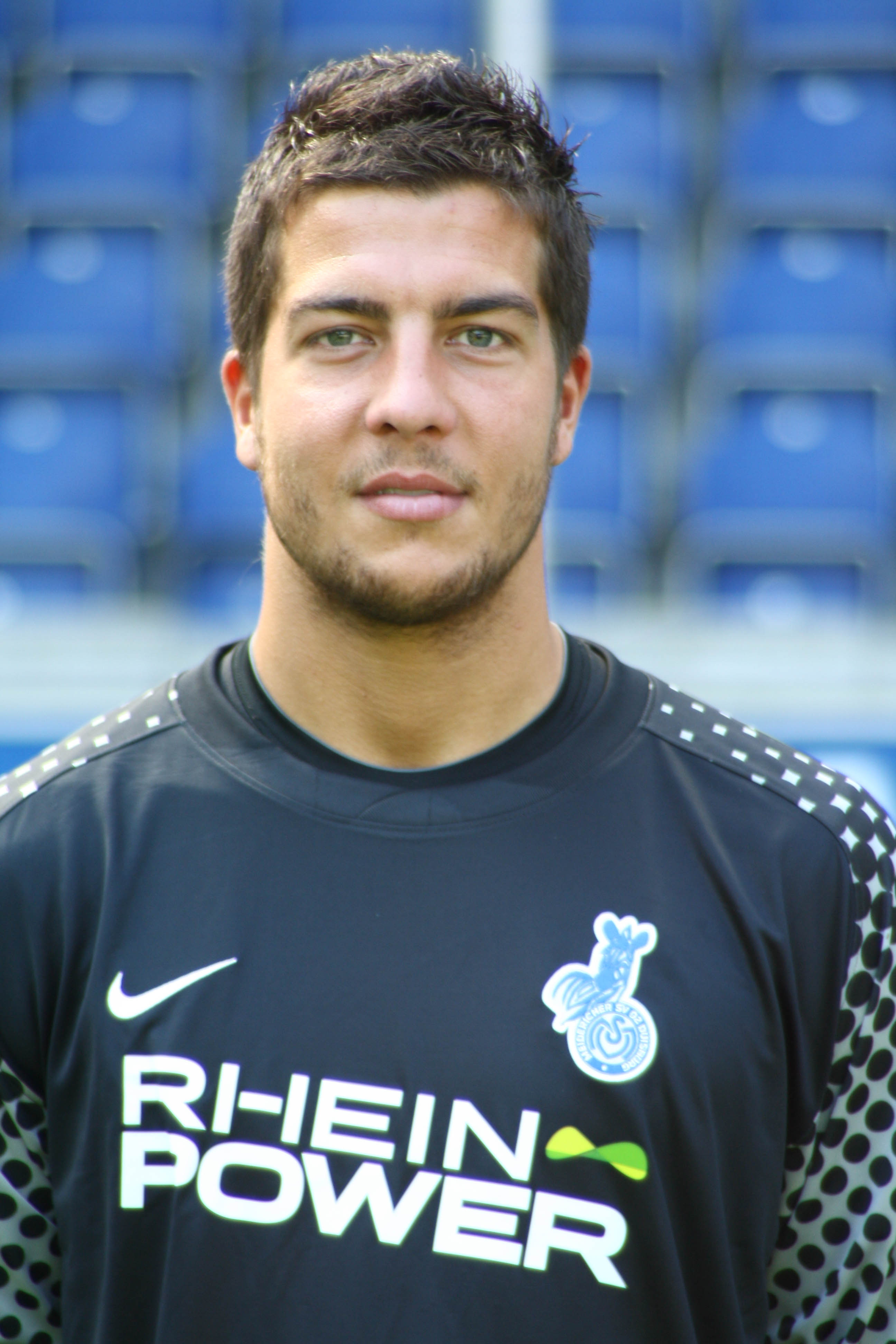

فلوريان فروملوفيتز (بالألمانية: Florian Fromlowitz)‏ (مواليد 2 يوليو 1986 في كايزرسلاوترن - ألمانيا الغربية) لاعب كرة قدم ألماني يلعب حاليا لصالح نادي الدرجة الأولى هانوفر الألماني منذ 2008 في مركز حارس مرمى . .

## روابط خارجية
- فلوريان فروملوفيتز على موقع قاعدة بيانات كرة القدم.إي يو (الإنجليزية)
- فلوريان فروملوفيتز على موقع بيانات كرة القدم. دي إي (الألمانية)
- فلوريان فروملوفيتز على موقع Soccerway.com (الإنجليزية)
- فلوريان فروملوفيتز على موقع عالم كرة القدم.نت (الإنجليزية)
- فلوريان فروملوفيتز على موقع كووورة